# Zapataspett
Zapataspett (Colaptes fernandinae) är en fågel i familjen hackspettar inom ordningen hackspettartade fåglar.

## Utseende och läte
Zapataspetten är en medelstor (30 cm), långnäbbad och kraftigt tvärbandad hackspett. Den är brunsvart med gulaktiga tvärband på både ovan- och undersida. Hjässan har kanelbrun anstrykning, örontäckarna gulare. Näbben är lång, smal och något nedåtböjd. Hanen har ett svart mustaschstreck som hos honan istället är kraftigt fläckat. Lokala underarten av guldspett är mer pregnant tecknad och i större utsträckning trädlevande. Arten är oftast tystlåten, men ibland hörs fallande "peah" och "krrr", likt karibspetten.

## Utbredning och systematik
Fågeln återfinns enbart lokalt i palmdungar på Kuba. Den behandlas som monotypisk, det vill säga att den inte delas in i några underarter.

## Status och hot
Zapataspetten har en mycket liten och kraftigt fragmenterad världspopulation bestående av uppskattningsvis endast 600–800 vuxna individer. Den tros också minska i antal. Fågeln är därför upptagen på internationella naturvårdsunionen IUCN:s röda lista över hotade arter, kategoriserad som starkt hotad (EN).